# Milada Kadlecová
Milada Kadlecová (* 19. listopadu 1940) byla česká politička, v 90. letech 20. století poslankyně České národní rady a Poslanecké sněmovny za ODS.

## Biografie
Ve volbách v roce 1992 byla zvolena do České národní rady za ODS (volební obvod Severočeský kraj). Zasedala ve výboru pro právní ochranu a bezpečnost.
Od vzniku samostatné České republiky v lednu 1993 byla ČNR transformována na Poslaneckou sněmovnu Parlamentu České republiky. V ní setrvala do konce funkčního období, tedy do voleb v roce 1996. V sněmovních volbách roku 1996 neúspěšně kandidovala za ODS.
V komunálních volbách roku 1998 a komunálních volbách roku 2002 neúspěšně kandidovala za Unii svobody do zastupitelstva městské části Praha 2. Nebyla ale zvolena. Profesně se uvádí jako lékařka a členka správní rady PČR ÚDV. Na ÚDV se zaměřovala na dokumentaci obětí sovětské invaze do Československa z roku 1968.